# Gospodarz (biologia)
Gospodarz – organizm, którego ciało jest środowiskiem życia innego organizmu (ewentualnie pochodzących z obcego organizmu elementów – patrz: przeszczepianie narządów – wówczas gospodarz nazywany jest „biorcą”). Układ ten może być dla niego korzystny lub obojętny (endosymbioza) albo niekorzystny (pasożytnictwo). W tym ostatnim przypadku gospodarz nazywany jest żywicielem.